# Cătălin Pârvulescu
Cătălin Pârvulescu (sinh ngày 11 tháng 6 năm 1991) là một cầu thủ bóng đá người România thi đấu cho Hermannstadt ở vị trí hậu vệ.